# Zonas de Planificación de Ecuador
Las  Regiones Autónoma o zonas de planificación de Ecuador son entes de organización administrativa conformados por provincias conjuntas o distritos metropolitanos que tienen el fin de desconcentrar las actividades administrativas del Estado ecuatoriano.
Tienen propio consejo y gobierno regionales .El organismo principal encargado de la planificación por zonas es la SENPLADES.

### Zonas de Planificación
Las zonas de planificación existentes en el Ecuador son nueve:
1. Zona de Planificación 1 de Ecuador o Región andina Norte: Esmeraldas, Imbabura, Carchi, Sucumbíos
2. Zona de Planificación 2 de Ecuador o Región  centro Andina : Pichincha, Napo, Orellana
3. Zona de Planificación 3 de Ecuador o Región interandina: Cotopaxi, Tungurahua, Chimborazo, Pastaza
4. Zona de Planificación 4 de Ecuador o Región pacifico: Manabí, Santo Domingo de los Tsáchilas
5. Zona de Planificación 5 de Ecuador o Región litoral: Santa Elena, Guayas, Bolívar, Los Ríos, Galápagos
6. Zona de Planificación 6 de Ecuador o Región sur andina: Cañar, Azuay, Morona Santiago
7. Zona de Planificación 7 de Ecuador o Región austral: El Oro, Loja, Zamora Chinchipe
8. Zona de Planificación 8: Guayaquil, Samborondón, Durán
9. Zona de Planificación 9: Distrito Metropolitano de Quito